# Flugplatz Jena-Schöngleina

i7
i11
i13

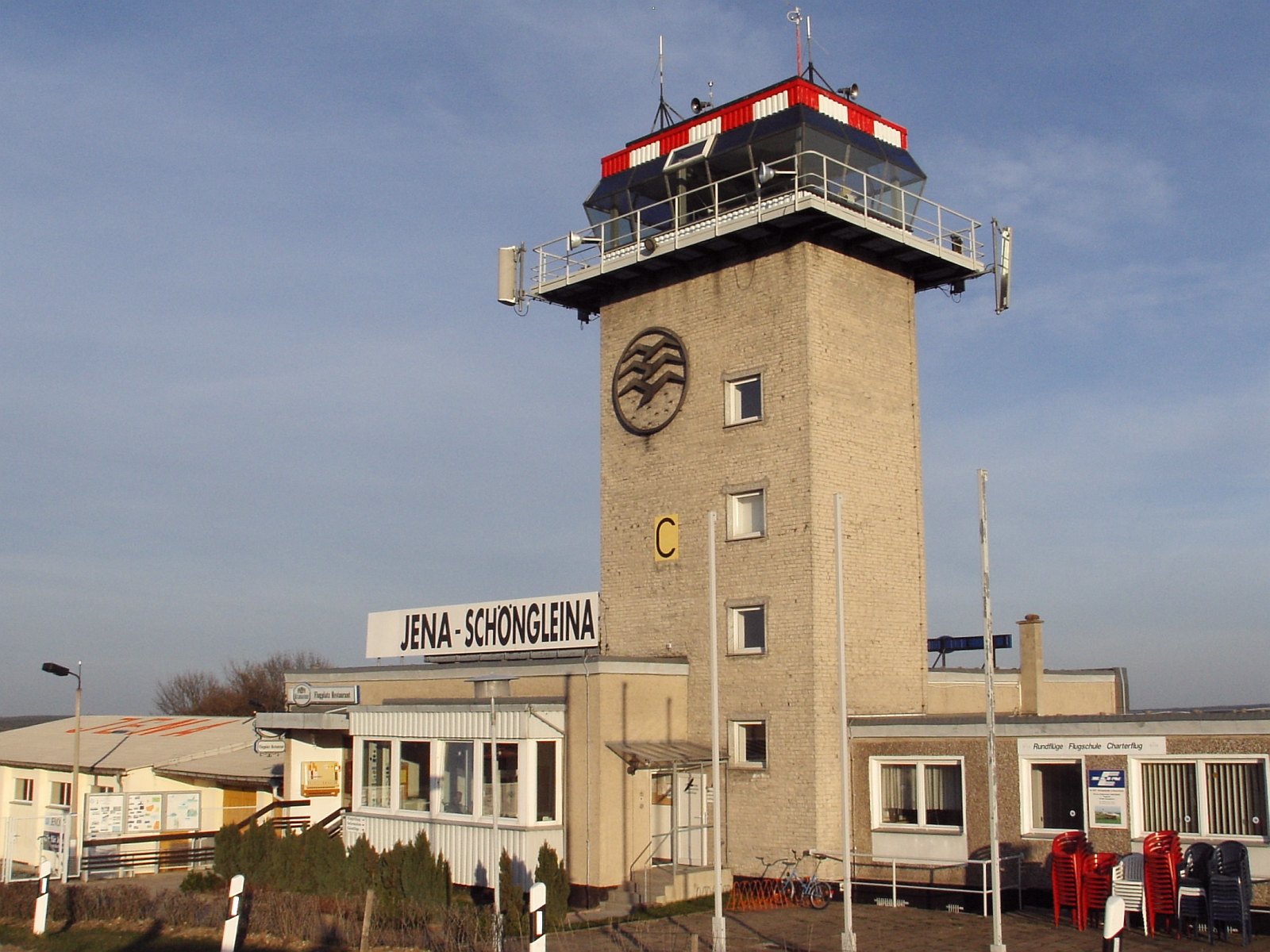
Turm des Flugplatzes Jena-Schöngleina

Der Flugplatz Jena Schöngleina (ICAO-Code: EDBJ) ist ein Verkehrslandeplatz in der Gemeinde Schöngleina östlich der Stadt Jena in Thüringen. Betreiber ist die Verkehrslandeplatz Jena-Schöngleina GmbH.
Gesellschafter der Betriebs-GmbH sind für die Öffentliche Hand der Saale-Holzland-Kreis und die Stadtwerke Jena mit je 50 % Beteiligung.
Hervorgegangen ist die seit 1999 als Unternehmensform ausgerichtete Flugplatzbetreibung aus der Überleitung des Flugplatzes vom früheren Halter, dem Förderkreis-Verein Flugplatz Jena-Schöngleina.

## Geschichte
Die Geschichte des Jenaer Flugsportes geht auf das Jahr 1929 zurück. Diese ersten Anfänge mit dem Segelflugsport erfolgten bei Jena-Zwätzen.
Mit zunehmendem Interesse am Flugsport und Luftverkehr verlagerte sich der Segelflugbetrieb und die Flugausbildung hierfür zunächst auf die Höhen der Jenaer Kernberge und später nach Drackendorf. Jedoch wurde die Möglichkeit der Drackendorfer Flugsport-Ausbildungsstätte bald verworfen.
Nach einer Entscheidung im Jahre 1940 zugunsten des Standortes Schöngleina wurde dort 1941 ein Flugplatz eingerichtet und 1945 wieder geschlossen. In den ersten Jahren nach Ende des Zweiten Weltkrieges wurde auf anderen Geländen geflogen (Drackendorf und Rödigen) und in Schöngleina eine neue Halle errichtet. Am 16. Juli 1959 erfolgte dann vom Flugplatz in Schöngleina der erste Nachkriegsstart. Bei einem weiteren Ausbau Anfang der 1970er Jahre wurden der Turm, ein Speisesaal (die heutige Gaststätte) und Schulungs- sowie Unterkunftsräume errichtet. Dieser Ausbau wurde am 24. September 1978 mit einem Flugtag eingeweiht.
Nach der Wende erhielt der Flugplatz im Jahr 1991 nach bundesdeutschem Recht die Zulassung als Verkehrslandeplatz. Er wurde daraufhin mit Flugzeughallen ausgebaut und erhielt eine neue Asphaltlandebahn.
Im Sommer 2011 wurde bekannt, dass Jenoptik seine Anteile verkaufen möchte, da es sich an den jährlich entstehenden Verlusten von etwa 125.000 Euro nicht beteiligen will.

## Flugbetrieb
Der Flugbetrieb ist unter Sichtflugbedingungen zu den Öffnungszeiten von 09.00 Uhr bis 20.00 Uhr Ortszeit bzw. bis zum Sonnenuntergang erlaubt; andere Anflugzeiten nur auf Anfrage nach Genehmigung.
Der Flugplatz ist zugelassen für Motorflugzeuge (Startgewicht < 9,5 t), UL-Flugzeuge, Hubschrauber, Motorsegler, Segelflugzeuge (Schlepp- und Windenstarts) und sonstige Luftsportgeräte (Gleitsegler und Hängegleiter).

## Flugplatzgelände
Die Zufahrt erfolgt durch den Ort Schöngleina gemäß Ausschilderung.
Hangar und Werkstatt sind vorhanden. Betankungsmöglichkeit ist für Treibstoffe AVGAS, Jet A-1 und Super bleifrei gegeben.

## Luftrettung

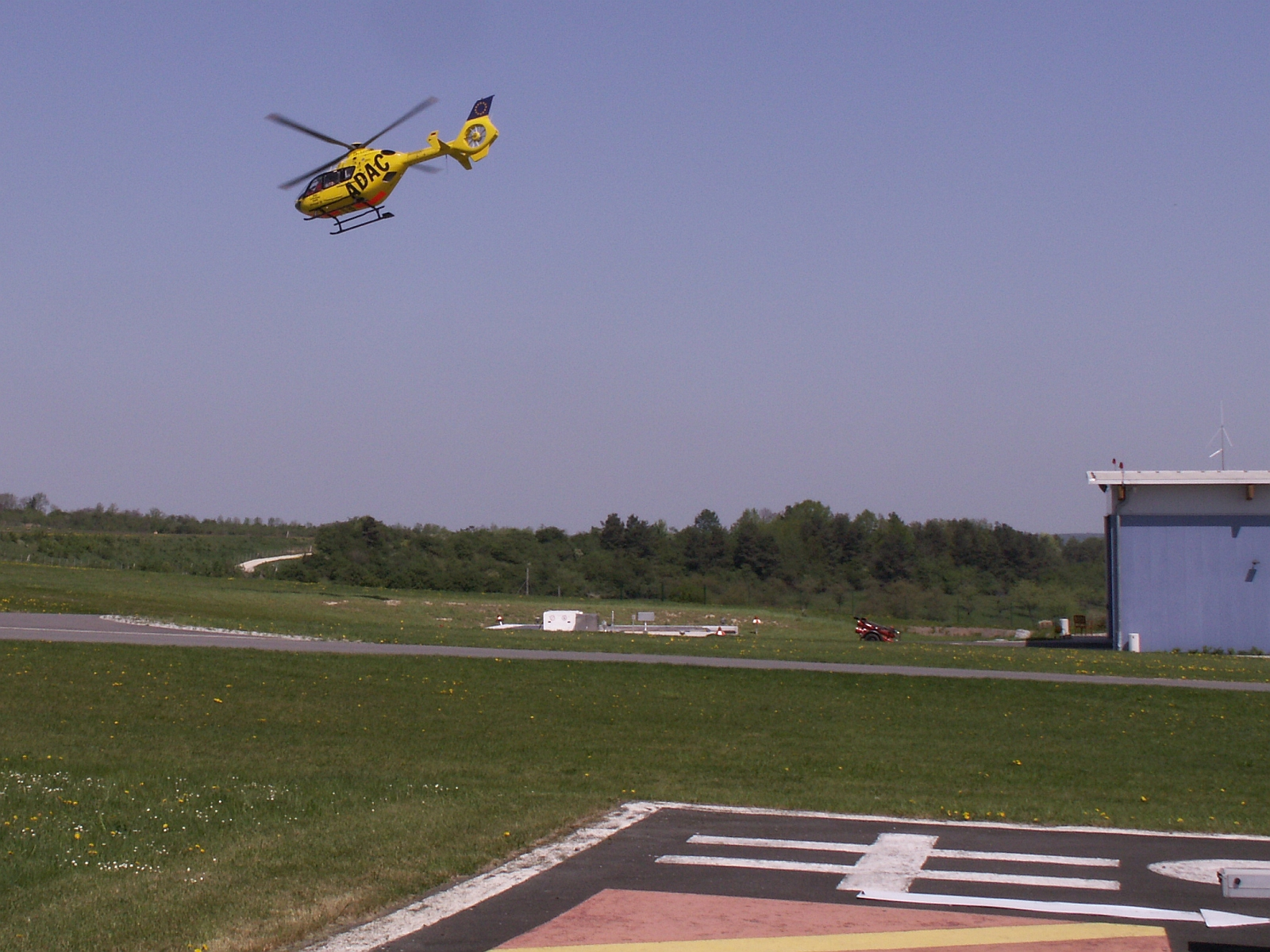
Rettungshubschrauber mit eigenem Hangar

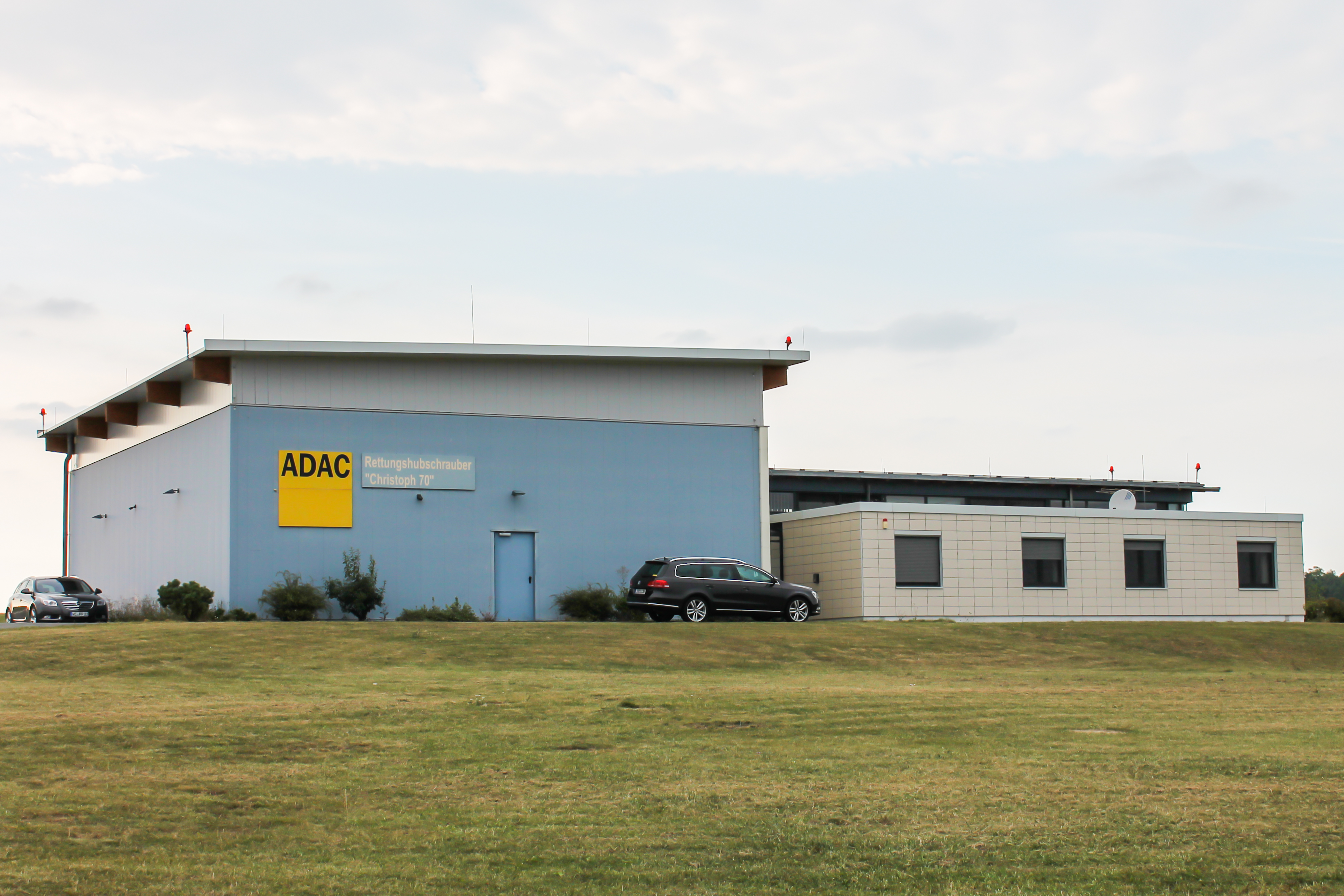
Luftrettungszentrum für Christoph 70

Am Verkehrslandeplatz Schöngleina wurde 1994 ein Luftrettungshubschrauber (SAR – Bell UH-1D) der Bundeswehr stationiert. Im Jahr 1998 hat den Rettungsdienst die ADAC-Luftrettung mit dem Eurocopter EC-135 Christoph 70 übernommen.

## Sonstige Einrichtungen
Am Flugplatz bestehen Camping-Möglichkeiten.

## Vereine/Unternehmen am Platz
- Fliegerklub Carl Zeiss Jena e. V.
- Landessegelflugschule Thüringen e. V.
- Fallschirmsportspringerclub Thüringia e. V.
- Förderkreis Flugplatz Schöngleina e. V.
- Flugschule Take Wings
- Aeronauten
- Sky-Service 42
- Flumag GmbH

## Zwischenfälle
- Am 10. Juli 2011 stürzte ein Segelflugzeug des Typs PZL Bielsko SZD-30 Pirat (Luftfahrzeugkennzeichen D-1873) im Wald bei Großlöbichau (Saale-Holzland-Kreis, Thüringen) ab, kurz nachdem es vom Flugzeugschlepp ausgeklinkt hatte. Nach Augenzeugenberichten zerlegte sich das Flugzeug in der Luft, so dass zunächst Materialermüdung oder Pilotenfehler als Ursache in Betracht kamen. Die sehr gründliche Unfalluntersuchung der Bundesstelle für Flugunfalluntersuchung zeigte, dass der Segelflugpilot wahrscheinlich den Ausklinkgriff für das Schleppseil nicht ganz durchgezogen hatte und seine Maschine deshalb mit dem Schleppflugzeug verbunden blieb. Danach zog er seine Maschine nach oben, wodurch das Heck der Schleppmaschine nach oben gezogen wurde und diese in einen steilen Sturzflug geriet. Während dieses Sturzflugs riss das Schleppseil, und der Segelflugpilot zog wohl abrupt nach oben. Dies führte zu einem Bruch der Tragflächenkonstruktion durch Überlastung. Die Maschine befand sich auf einem lokalen Flug vom und zum Flugplatz Jena-Schöngleina und wurde vollständig zerstört.[2][3][4]

- Am 20. Mai 2016 stürzte eine in Polen registrierte PZL-101 Gawron (SP-YMW) 1600 Meter vor der Landebahn des Flugplatzes Jena-Schöngleina und 700 Meter vom Ort Rodigast entfernt ab. Wahrscheinlich ist eine Beeinträchtigung des Piloten durch sehr starke Hitzeeinwirkung, da die Heizungseinstellung dieses Flugzeugtyps im Flug nicht betätigt werden kann. Zuvor hatte der Pilot gegenüber einem Zeugen angegeben, dass er es vor Hitze im Cockpit nicht mehr aushalte und den Hebel zum Abstellen der Heizung nicht habe finden können. Die Maschine befand sich auf einem lokalen Flug vom und zum Flugplatz Jena-Schöngleina und wurde vollständig zerstört.[5][6][7]